# Jefferson Costa
Pour les articles homonymes, voir Costa.
Jefferson Costa, né le 5 mars 1979 à São Paulo, est un auteur de bande dessinée brésilien.
Il a travaillé dans plusieurs bandes dessinées, comme l'adaptation du livre Kiss Me, Judas, ainsi que des publications telles que Quebra Queixo Technorama, A Dama do Martinelli et La Dansarina et travaille dans les compilations brésiliennes Front et Bang Bang,,. Il a également publié des travaux dans les anthologies nord-américaines Gunned Down (Terra Major) et Outlaw Territory # 3 (Image Comics) et travaillé sur des scénarios de conception et d'animation de personnages, ayant travaillé sur les 'Historietas Assombradas para Crianças Malcriadas' de Cartoon Network Brasil, ainsi que sur les séries de MTV Brasil Megaliga, Fudêncio, The Jorges et Rockstarghost.
En 2013, il remporte le Troféu HQ Mix dans la catégorie « Meilleure adaptation de bandes dessinées » avec Coleção Shakespeare em Quadrinhos Volume 4 (adaptation de  La Tempête, de William Shakespeare, avec des scénarios de Lillo Parra),. En 2016, il remporte à nouveau le Troféu HQ Mix, cette fois avec le roman graphique La Dansarina (également écrit par Lillo Parra) en tant que « Meilleure édition spéciale nationale ». En 2018, il publie Jeremias - Pele, qui fait partie de la collection Graphic MSP, avec des scénarios de Rafael Calça.